# Série homóloga
Na química, série homóloga é uma série de compostos orgânicos com propriedades químicas similares, cujos membros diferem-se por uma massa molecular relativa constante.
Alcanos (parafinas), alcenos (olefinas), e alcinos (acetilenos) formam uma série no qual os membros diferem-se em massa, respectivamente, 14, 12, e 10 u, respectivamente. Por exemplo, a série homóloga dos alcanos que se inicia com o metano (CH4), etano (C2H6), propano (C3H8), butano (C4H10), e pentano (C5H12), cada membro difere-se do anterior por um grupo CH2 (ou 14 unidades de massa atômica).
Compostos em cada grupo possuem os mesmos grupos de átomos chamados grupo funcional. A maioria das propriedades químicas de compostos orgânicos são devido a presença do grupo funcional.
| Série Homóloga      | Formula geral                   | Exemplo    | Grupo Funcional |
| Alcanos             | CnH2n+2 (n maior ou igual a 1)  | CH4, n=1   |                 |
| Alcenos             | CnH2n (n maior ou igual a 2)    | C2H4, n=2  | C = C           |
| Álcools             | CnH2n+2O (n maior ou igual a 1) | CH4O, n=1  | - OH            |
| Ácidos carboxílicos | CnH2nO2 (n maior ou igual a 1)  | CH2O2, n=1 | - COOH          |

Onde n representa o número de átomos de carbono.

## Série homóloga dos hidrocarbonetos (alcanos)
A série homóloga dos alcanos (hidrocarbonetos acíclicos e saturados) têm fórmula geral: CnH2n + k, onde k pode ser um número positivo, negativo ou nulo.
Assim:
- Metano: CH4
- Etano:  C2H6
- Propano: C3H8

Diferença entre eles: 1 grupo CH2.
Os compostos químicos pertencentes a uma série homóloga apresentam:
- Propriedades químicas semelhantes, pois pertencem à mesma função química.
- Propriedades físicas diferentes, devido ao aumento da cadeia carbônica.